# گوزی اوگوو
گوزی اوگوو (انگلیسی: Gozie Ugwu؛ زادهٔ ۲۲ آوریل ۱۹۹۳) بازیکن فوتبال اهل بریتانیا است.
از باشگاه‌هایی که در آن بازی کرده‌است می‌توان به باشگاه فوتبال وایکام واندررز، باشگاه فوتبال ابسفلیت یونایتد، باشگاه فوتبال یئوویل تاون، باشگاه فوتبال ردینگ، باشگاه فوتبال شروزبری تاون، و باشگاه فوتبال پلیموث آرگیل اشاره کرد.